# Ark 15th Anniversary Expanded Edition (álbum de L'Arc~en~Ciel)
ark fue lanzado el 1 de julio de 1999 junto con otro disco titulado ray. Ambos superaron los dos millones de copias vendidas, ocupando el primer y segundo puesto del ranking y comercializándose simultáneamente en 7 países de Asia. 
Con motivo de sus quince años como banda ambos álbumes vuelven a editarse en 2006 con un DVD inédito que incluye actuaciones en televisión, entrevistas y los making of de sus videoclips.

## CD
| #   | Título                 | Compuesta por:                                                                           |
| --- | ---------------------- | ---------------------------------------------------------------------------------------- |
| 1.  | forbidden lover        | Hyde (letra), Ken (música), L'Arc~en~Ciel y Hajime Okano (arreglos)                      |
| 2.  | HEAVEN'S DRIVE         | Hyde, (letra y música), L'Arc~en~Ciel y Hajime Okano (arreglos)                          |
| 3.  | Driver's High          | Hyde (letra), Tetsu (música), L'Arc~en~Ciel y Hajime Okano (arreglos)                    |
| 4.  | Cradle                 | Hyde (letra), Yukihiro (música), L'Arc~en~Ciel y Hajime Okano (arreglos)                 |
| 5.  | DIVE TO BLUE           | Hyde (letra), Tetsu (música), L'Arc~en~Ciel y Hajime Okano (arreglos)                    |
| 6.  | Larva                  | Yukihiro (música), L'Arc~en~Ciel y Hajime Okano (arreglos)                               |
| 7.  | Butterfly's Sleep      | Hyde (letra), Ken (música), L'Arc~en~Ciel y Hajime Okano (arreglos)                      |
| 8.  | Perfect Blue           | Tetsu (letra y música), L'Arc~en~Ciel y Hajime Okano (arreglos)                          |
| 9.  | Shinjitsu no Gensou to | Hyde (letra), Ken (música), L'Arc~en~Ciel y Hajime Okano (arreglos)                      |
| 10. | What is love           | Hyde (letra), Tetsu (música), L'Arc~en~Ciel y Hajime Okano (arreglos)                    |
| 11. | Pieces [ark mix]       | Hyde (letra), Tetsu (música), L'Arc~en~Ciel y Hajime Okano (arreglos) *Versión del álbum |

## DVD
| #   | Título                                              |
| --- | --------------------------------------------------- |
| 1.  | making of the "forbidden lover" music video         |
| 2.  | recollection1                                       |
| 3.  | making of the "HEAVEN'S DRIVE" music video          |
| 4.  | recollection2                                       |
| 5.  | Butterfly's Sleep @ London Hearts (1999.06.20 O.A.) |
| 6.  | making of the "Driver's High" music video           |
| 7.  | recollection3                                       |
| 8.  | making of the "Pieces" music video                  |
| 9.  | recollection4                                       |
| 10. | documentary on "1999 GRAND CROSS TOUR" (1999.08.20) |

## Vídeos promocionales
- L'Arc~en~Ciel - DIVE TO BLUE
- L'Arc~en~Ciel - forbidden Lover
- L'Arc~en~Ciel - HEAVEN'S DRIVE
- L'Arc~en~Ciel - Pieces
- L'Arc~en~Ciel - Driver's High

- Datos: Q8204492